# طائر في الفضاء (منحوتة)
طائر في الفضاء (بالفرنسية: L'Oiseau dans l'espace)‏ هي سلسلة من المنحوتات للنحات الفرنسي المولود في رومانيا كونستانتين برانكوشي. تم إنشاء العمل الأصلي عام 1923 وهو مصنوع من الرخام. يُعرف هذا التمثال أيضًا باحتوائه على سبع تماثيل رخامية وتسع قوالب برونزية. تم بيعه في عام 2005 مقابل 27.5 مليون دولار، وهو سعر قياسي في ذلك الوقت تم بيعه في مزاد. العنوان الأصلي باللغة الرومانية هو Pasărea în văzduh.